# 霞飛級航空母艦
霞飛級航空母艦（英語：Joffre-class）是法國海軍在二次世界大戰前設計的航空母艦，本級艦預計建造2艘，首艦以法國一戰著名元帥約瑟夫·霞飛命名，並於1938年11月26日在庞韦特造船厂安置龍骨。2號艦以法國前總理保羅·潘勒韋命名，預計在1940年至1942年間開工。然而法國本土在1940年淪陷，霞飛號建造被中止，潘勒韋號甚至從未開工。
維希法國時期，弗朗索瓦·達爾朗海軍上將多次向德國建議續建霞飛號，將這隻完成28%的艦體完工，但因達爾朗在1942年倒戈到同盟國而中止。德國海軍在接收艦體後，以清空船台為由將其拆毀。

## 建造歷史
1920年代，法國海軍為了開發航空母艦技術，將諾曼第級5號艦貝亞恩號從戰艦改裝成航空母艦。軍方原預計在吸取貝亞恩號的運行經驗後，在1930年代後期建造正規航空母艦，其標準排水量預計25,000公噸（25,000長噸）；但因當時法國的假想敵德國正受到凡爾賽和約限制，義大利也因地理位置而無意願建造航空母艦，加上受到華盛頓海軍條約的約束，以及法國財政困難等多因素，使法國軍方放棄建造航空母艦。
至1939年前，法國海軍在航空母艦數量仍只有貝亞恩號1艘，然而該艦在多年運行中也發現許多瑕疵。首先，由於貝亞恩號使用往复式发动机與蒸汽渦輪發動機混和搭配的推進系統，使其速度無法跟上主力艦隊，前往第1線作戰；其次，貝亞恩號的飛行甲板長度比英國鷹號航空母艦短少20（66英尺），使得新型艦載機無法在該艦起降。為了彌補貝亞恩號的短處，法國海軍建造塔斯特司令官號水上飛機母艦來支援該艦，頂替無法建造正規航母的時期。
然而當英國於1935年與德國簽訂英德海軍協定，打破德國海軍發展限制後，使法國海軍開始重新考慮新航空母艦造艦計畫。為了因應新的海軍戰略形勢，法國海軍造船廠提出2種方案；第1，將原有2艘杜肯級巡洋艦改裝為輕型航空母艦；第2，建造2艘標準排水量18,000長噸（18,000公噸）級的中型航空母艦接替貝亞恩號。由於杜肯級的艦體過小，無法容納太多飛機，因而第1方案很快就被否決了。法國海軍造船廠後來以1930年代的25,000公噸（25,000長噸）級航空母艦建造提案為基礎做修改，再提出更詳細的新規格，新航空母艦將融合貝亞恩號與塔斯特司令官號兩艦設計，上層建築集中在右舷處，包括艦橋與煙囪；其飛行甲板長200（660英尺）、寬28（92英尺），另有2座機庫與升降梯，可容納40架單翼機。推進系統預計採用2組帕森型蒸汽渦輪發動機，輸出功率為120,000匹軸馬力（89,000千瓦特），在最高航速時可達33.5節（62.0每小時；38.6英里每小時）。武器方面採用與敦克爾克級戰列艦同款的8門130（5.1英寸）/45倍徑1932年型高平兩用砲，以及8門37（1.5英寸）口徑高射砲、24挺霍奇克斯M1929重機槍。
當法國當局得知德國海軍開始建造齊柏林伯爵級航空母艦，決定建造2艘霞飛級航空母艦進行反制，但由於受限於當時法國國內大型船塢數量有限，因而首艦霞飛號延後至1938年才開工。

## 設計
霞飛級的設計方案代號為「PA-16」，其設計融合貝亞恩號航空母艦與塔斯特司令官號水上飛機母艦，其全長236（9.3英寸）、船寬24.6（80英尺9英寸），載重深度約6.6（21英尺8英寸）。本級艦上層建築包括艦橋與煙囪，皆集中在右舷處，與貝亞恩號相似，而該設計也同樣容易造成飛行甲板上的空氣亂流，影響到飛機起降作業。艦上的飛行甲板長200（660英尺）、寬28（92英尺），比貝亞恩號還多20（66英尺）長，另有2座機庫與升降梯，可容納40架單翼機。

### 武器與艦載機
霞飛級的武器系統採用8門130（5.1英寸）/45倍徑1932年型高平兩用砲，並裝設在4座雙聯裝砲塔內，該類型武器與敦克爾克級戰列艦上的副砲同為一款式。此類型火砲的仰角從-5度到75度不等，可同時應付水面與空中目標，其射速為每分鐘10到12發。在防空方面，艦上另加設4門37（1.5英寸）口徑高射砲與7挺霍奇克斯M1929重機槍。
艦上預計可容納40架飛機，包括15架D.790戰鬥機、25架810型攻擊機，這些艦載機皆為單翼機，但因法國投降而未投入生產。艦尾另有設置起重機，隨時可起降水上飛機。

### 推進系統
霞飛級的標準排水量為18,000長噸（18,000公噸），滿載排水量為20,000長噸（20,000公噸）；其推進系統預計採用2組帕森型蒸汽渦輪發動機，搭配8組水管鍋爐，輸出功率為120,000匹軸馬力（89,000千瓦特），最高行速可達33.5節（62.0每小時；38.6英里每小時）。若以15節（28每小時；17英里每小時）的速度巡航，其巡航半徑可達7,000海里（13,000；8,100英里）。

## 同型艦
| 艦名     | 造船廠       | 架設日期        | 結局               | 附註  |
| -------- | ------------ | --------------- | ------------------ | ----- |
| 霞飛號   | 庞韦特造船厂 | 1938年11月26日  | 未建成，被德軍拆毀 | [ 6 ] |
| 潘勒韋號 | 庞韦特造船厂 | 預計1940-1942年 | 未建造             | [ 6 ] |

## 建造與停工
霞飛級航空母艦的設計旨在提供法國海軍比前型貝亞恩號擁有更多的艦載機容納量。1930年代，法國當局意識到國內航空母艦發展嚴重落後其它主要國家，因而決定把諾曼第級5號艦貝亞恩號從戰艦改裝成航空母艦，然而該艦並非一開始以航空母艦的概念下設計，運行多年後發現眾多問題，包括航速與飛機起降管制進度過慢、飛行甲板過短等問題，因而海軍當局決定建造霞飛級，以取代貝亞恩號。
首艦霞飛號於1938年11月26日在庞韦特造船厂放置龍骨，然而因二次世界大戰在隔年爆發，迫使造艦進度落後。當法國於1940年6月投降後，圣納澤爾龐奧埃船塢被德軍佔領，所有建造工程完全停擺。維希法國建立後，弗朗索瓦·达尔朗海軍上將多次建議續建，將這只完成28%的航空母艦完工，但德國海軍對於國內建造的齊柏林伯爵級航空母艦遲遲沒有完工，因而也對霞飛號的建造工程興趣缺缺。當达尔朗在1942年於北非倒戈到同盟國後，德國海軍接收霞飛號的船體，並將其拆毀。

2號艦潘勒韋號原計畫於1940年同樣在聖納澤爾彭霍特船塢與造船廠建造，但法國海軍為了建造阿爾薩斯級戰列艦，將潘勒韋號的建造工程向後推遲至1942年，爾後法國本土被德軍佔領，潘勒韋號的建造計畫也一併取消。

## 註腳
1. 1 2 3  Polmar 2006，第86頁.
2. 1 2 3 4  劉怡（2011年），第380页
3. ↑  劉怡（2011年），第379页
4. ↑  Fontenoy 2006，第31頁.
5. ↑  劉怡（2011年），第379-380页
6. 1 2 3  Fontenoy 2006，第32頁.
7. 1 2  劉怡（2011年），第380-381页
8. 1 2  Fontenoy 2006，第31-32頁.
9. ↑  Hervé Coutau-Bégarie. Institut de Stratégie Comparée, Commission Française d'Histoire Militaire, Institut d'Histoire des Conflits Contemporains , 编. . stratisc.org.   [16 August 2008]. （原始内容存档于2008-09-24） （法语）.